# 乱歩奇譚 Game of Laplace
『乱歩奇譚 Game of Laplace』（らんぽきたん ゲーム・オブ・ラプラス）は、Lerche制作による日本のテレビアニメ。2015年7月から9月までフジテレビ・『ノイタミナ』枠にて放送された。
2015年7月に没後50年を迎える作家・江戸川乱歩の作品群を原案とし、設定を現代に移したオリジナルアニメ作品。

## 概要
本作はプロデューサーの森彬俊によると、音楽担当の横山克による「レトロ感のある音楽を意識した、新しいアプローチの劇伴」と、「コバヤシ少年の視点から見た場合と、その他キャラクターの視点から見た場合では、人物の見え方が異なるという演出」、「舞台のような演出で、自由な表現を行える思考空間」などのこだわりがあるという。
開始当初は年代設定が明かされていなかったが、第6話時点で2016年であることが判明した。
本作品の出典元になっている光文社文庫の「江戸川乱歩全集」は、2015年8月の重版分より本作品のキャラクターが描かれた全面帯となっている。
ピースの又吉直樹が「乱歩奇譚倶楽部」の宣伝部長に就任している。

## あらすじ

### 人間椅子
中学生コバヤシは学校で目覚めると血に濡れた凶器を握っており、その近くでは担任教師が死体となっていた。コバヤシは重要参考人として新宿警視庁へ任意同行を求められるが、事件現場に赴いていた探偵・アケチの指示によりすぐに釈放される。その後、コバヤシは友人のハシバと共にアケチの事務所を訪れ、アケチの助手に志願するが、この時は断られてしまう。その頃、元担任の自宅から遺体を加工して作られた人間椅子とコバヤシの指紋が発見され、コバヤシに元担任の共犯者として容疑がかけられ、逮捕状が出される。アケチの通報によりコバヤシはその場に到着した刑事のカガミたちに逮捕される。一方、アケチは「自力で事件を解決し、自分の嫌疑を晴らすことが出来れば、自分の助手に採用してもよい」と提示する。コバヤシはハシバにある指示を出して、新宿警視庁へと向かう。
逮捕後、ニュースではコバヤシは少年Aとして報道され、学校でも話題となっていた。取調室では凶器からコバヤシの指紋が多数検出されたことが告げられ、検視官のミナミは死因は窒息死であること、死体を加工するには相当の時間と場所が必要との見解を示す。そして、取調室にやってきたハシバからコバヤシの指示通りの行動で真犯人をおびき寄せたことに成功したとの報告を受け、コバヤシは真犯人の正体を突き止める。犯人は同じクラスメイトにして小学校からの同級生であるホシノだった。ホシノはコバヤシに目移りした担任を独占したいために今回の犯行に及び、それを恋敵であったコバヤシに擦り付けようとしていた。そして、コバヤシの助言によりカガミが元担任の椅子の生地を切り開くとそこには人骨が隠されていた。これに仰天した担任のハナビシは驚きのあまり窓を突き破って転落し、怪我を負い1ヶ月休職する。
この事件を解決に導いたことからコバヤシはアケチから認められ、事務所の合鍵を渡された。

### 影男
連続少女誘拐事件が発生し、カガミはアケチに捜査への協力を依頼するが、アケチは事件に興味を持たなかった。そこで、コバヤシが単独で捜査しようとしたところ、影男が接触してくる。影男は警察から連続少女誘拐事件の容疑者とみられていたが、「少女という存在は私にとって神に等しい。故に私は少女を傷つけるなど絶対にしない」とコバヤシに述べ、少女に変装出来ない影男に代わって、女装して囮捜査に協力して欲しいと要請する。コバヤシは影男の要請を了解し、女装して少女たちが誘拐されている漫画喫茶に現れ、わざと誘拐される。
コバヤシを誘拐したのは、ワタヌキという男だった。会員カードに仕込んだGPSでコバヤシの監禁場所を知った影男はコバヤシと少女たちの救出に向かうが、最も救出したかった大曽根さち子の姿が見えないことに気づく。さち子は既にワタヌキに殺害され、壁の中に塗り込められていた。ワタヌキは影男の連絡で急行したアケチらによって逮捕されるが、影男は警官に扮し、涙を流しながらこっそりとその場を去る。

### 怪人二十面相・芋虫
3年前、法で裁けぬ悪人を次々殺していった怪人二十面相が話題になっていた。以降、二十面相を名乗る模倣犯が次々と現れ、警察は模倣犯に関する報道を規制するが、ネット上では模倣犯に関する情報が広まっていた。さらにネットで犯行声明を発表し、法が裁けぬ悪人をその者が行った殺人と同様の方法で殺す、新たな二十面相が現れる。警察はこの者も模倣犯とみなし現・二十面相と呼んだ。現・二十面相の被害者は1週間では15人に達し、カガミはアケチに捜査への協力を依頼する。
新宿本庁の地下に存在する特殊な犯罪犯の独房、通称「新宿プリズン」に出向いたアケチ達は、黒蜥蜴に接触し、彼女の力でワタヌキを釈放させる。ワタヌキは現・二十面相に拉致され、殺害されかけるが、そこにアケチとコバヤシが現れる。ワタヌキの釈放は現・二十面相をおびき出す罠だった。アケチが現・二十面相のドクロのマスクを外すと、カガミの顔が現れる。
カガミは警察官となって以降、いくら犯罪者を逮捕しても多くの犯罪者が何らかの理由で不起訴・釈放されることに日頃から疑問を持っていた。そして、ある事件で逮捕するも不起訴となり措置入院中に脱走を図ったスナガに妹・トキコが殺害されたことでカガミの精神は崩壊する。そして、この事件がきっかけで自分が犯罪の抑止力となるために現・二十面相になった。カガミを取り調べたナカムラはカガミが殺害した犯罪者の中にスナガが含まれていないことに疑問を持つが、カガミは「スナガは自宅の浴槽で四肢を溶かし、目を潰し、妹と同じ姿で薬品漬けにしてゆっくり殺している」と自供する。
カガミの逮捕に伴い、現・二十面相をおびきよせるために釈放されていた犯罪者たちは再逮捕されるが、ワタヌキにはまだ警察の手が及んでいなかった。そのワタヌキもドクロのマスクをかぶったさち子の父に刺殺される。

### 地獄風景
ある日、コバヤシがアケチの事務所を訪ねると、猫（声 - 日笠陽子）が捨てられていた。コバヤシはアケチ事務所で飼おうと提案するが、アケチは猫が苦手であった。やむなく、コバヤシが他の飼い主を探しに行こうとした矢先、事務所の前で時限爆弾をくくりつけられた影男を発見する。影男は「レンタルビデオ店で会計を済ませた直後に記憶を失い、気がついたらアケチ事務所の前にいた」と話す。影男の時限爆弾はエメラルドと共にベルトで影男にしっかりくくりつけられており、ベルトを無理にはがすと爆発する仕掛けとなっていた。さらに「この子は探偵さんの子です」というメモと共に赤ん坊まで事務所の前に捨てられる。その上、トウキョウ・レボリューションと名乗る集団が階下の消費者金融に立てこもり、事務所から脱出することも不可能になってしまう。
アケチたちが思案にくれる中、エメラルドからコバヤシはベルトを解除するキーワードを割り出し、影男からベルトを無事に外すことに成功し、アケチが爆弾を空中に放り投げ、間一髪で事なきを得る。時限爆弾とエメラルドは黒蜥蜴が自分の誕生日を記念してアケチに送ったサプライズだった。さらに赤ん坊の母親も名乗りでて、アケチ事務所に平穏が訪れる。ただし、コバヤシの希望でアケチは苦手な猫と同居することになってしまう。
その頃、ナカムラはカガミに接見し「警察とお前のどちらが正しいかわからなくなった」と弱音を吐く。カガミは「オレみたいにならないでください。憧れの先輩のままでいてください」と頭を下げる。

### パノラマ島綺譚
カガミが逮捕された後も、二十面相の模倣犯は後を絶たなかった。アケチは模倣犯を一人ずつしらみつぶしに逮捕していくが、日頃はやる気を見せないアケチが二十面相が絡む事件だけやる気を見せることをコバヤシは疑問に思っていた。
ある日、新宿警視庁に二十面相を名乗る人物から「不可能犯罪を解明してみろ」という挑戦状が届き、その直後、三重県の通称・パノラマ島でコモダコーポレーション会長のコモダゲンザブロウとアートプロデューサーのヒトミヒロスケの遺体が発見される。2人は大量のマネキン人形に押し潰されており、遺体発見者で現場監督のツノダ（声 - 松田健一郎）、作業員のキタミ（声 - 竹内良太）、事務員のヒガシコウジの3人は「遺体のあった部屋は密室だった」と証言した。
アケチは本来頑丈な鋼材が使われなくてはならない部品が脆いものとなっていること、ある程度の知識があればマネキン人形の倒壊時間を予測できることから部品の発注責任者であるヒガシコウジが犯人であると推理する。ヒガシコウジは「過酷な労働で死に追いやられた友人の家族に謝罪と賠償をするようコモダとヒトミに直談判したところ、代わりにパノラマ島に展示する女体のマネキン人形のモデルとなるよう強要され、さらにその後もコモダらの従業員に対する姿勢が改まらなかったため、殺害した」と自供した。
東京に帰還後、アケチはコバヤシとハシバに昔話をする。中学時代、優秀すぎるゆえに孤立していたアケチは自分と同等の頭脳を持つナミコシと友人になった。ナミコシは社会を変革する法則「暗黒星」の算出に熱中しており、アケチもそれを手伝う。「暗黒星」が完成したあかつきにはそこから生み出される二十面相が社会の邪悪なものを排除する予定であった。やがて、アケチは法則に重大な欠陥があることに気が付き、ナミコシに警告するも、ナミコシは自らの法則の正しさを立証するため、自ら二十面相となり、焼身自殺を遂げた。そして、その後、二十面相の模倣犯が次々と出現するようになる。そのとき、アケチは全ての二十面相を逮捕することを決意した。

### 恐ろしき錯誤
アケチはナミコシが完成させた数式「暗黒星」を解くことが出来ず苦慮していた。ある行動がもたらす波紋をすべて解析する暗黒星を解くことが出来れば、これから起こる事件も事前に予測できるはずだった。アケチはコバヤシとハシバの協力を得て数式の解析に乗り出す。二十面相の崇拝者の間でアケチの存在がクローズアップされていることを知ったコバヤシは暗黒星の解析にはアケチの要素を加える必要があるのではないかと提案する。コバヤシの助言通り、アケチの要素を加えたところ、暗黒星は解析された。その直後、二十面相の後継者を名乗る人物から「1週間以内に事件を起こすので解決してみろ」という挑戦の電話がかかる。暗黒星解析に熱中するあまり学校に登校しなくなったコバヤシを心配して、ハシバはコバヤシに登校を促すが、コバヤシはハシバを認識出来なくなり始めていた。
数日後、脳外科の権威・ムナカタリュウイチロウの功績を称えるパーティーが開かれる。ムナカタのスピーチの最中に突然、ムナカタがかつて患者の手術に非管理の硬膜を使用し、患者を不治の病にして、自殺に追い込んだという旧悪を暴露する映像が流される。その患者こそ、検視官・ミナミの弟であり、ミナミは弟の復讐のために二十面相となったのだった。アケチはミナミの犯行を事前に予測し、ミナミが非管理の硬膜を仕込んだ料理を普通の料理にすり替えていた。だが、ミナミは「こうなることはわかっていた」と哄笑する。その直後、死亡したはずのナミコシが焼身自殺した場所で復活したことを写す映像が流され、驚愕したアケチはナミコシがかつて焼身自殺した場所へと向かう。アケチがナミコシの所に向かっている間に、ムナカタは落下したシャンデリアの下敷きとなって死亡した。
初代二十面相・ナミコシの復活の動画は瞬く間に日本全土に広がる。ミナミの狙いはナミコシの復活を演出することだった。

### 変身願望
ムナカタのパーティー会場から拉致されたコバヤシにナミコシは昔話を語って聞かせる。
中学時代のナミコシはクラスの不良たちからいじめに遭い、担任教師はそれを見て見ぬふりし、家では父親から虐待を受けていた。そんなナミコシが唯一、心を落ち着かせる場所は、アケチに守られ、暗黒星の算出に集中していられる図書館だった。しかし、不良たちはアケチが登校していない日を狙って、執拗にナミコシをいびり、相変わらず担任教師は見て見ぬふりを続け、ナミコシの両親はナミコシを心配して家まで訪ねてきたアケチを罵り、門前払いする。
ある日、ナミコシは不良たちがアケチに対して報復を計画していると聞き、復讐を開始する。暗黒星を使い、事故に見せかけて不良グループ・担任教師・ナミコシの両親の全てを抹殺した。しかし、ナミコシが暗黒星を発動させたことを知ったアケチは「暗黒星には作者を死に至らしめる欠陥がある」と言って、これ以上の暗黒星の研究を中止するよう忠告する。しかし、ナミコシは「アケチが自分を拒絶した」と感じた。
以後、ナミコシは暗黒星を使って事件を起こし続け、世間はいつしか事件の首謀者として二十面相の存在を作り上げ、二十面相の影に恐れおののくようになった。そして、ミナミの協力を得て、ナミコシは自らの焼身自殺を偽装し、さらにわざと自分のデータを流すことによって、初代二十面相を伝説の存在とすることに成功する。以後、二十面相の模倣犯が次々と現れるようになった。一方、ナミコシは暗黒星のアップデートを続けていた。アケチが解析した暗黒星はアップデート前のものであり、ナミコシは既に暗黒星をさらに進化させていた。
全てを聞き終えたコバヤシは「つまり法則の最後のピースとして僕の命が必要なんですね」と呟く。その頃、東京では二十面相に扮した者達による暴動が発生していた。

### 白昼夢
ミナミを取り調べたナカムラは「丸1日二十面相は姿を見せずに何をしているのか」と尋ねる。それに対してミナミは「人々の意識を羽化させるのには時間が必要だ」と答え、「そろそろ時間ね」と呟く。
その頃、ナミコシはハシバコーポレーション新宿タワーに姿を現していた。事前に予告してマスコミを集めたナミコシはアケチに新宿タワーに来るよう呼びかけ、「アケチが辿り着くまで5分ごとに信奉者の少年少女を1人ずつ自殺させる。警察や機動隊が侵入した場合は少年少女たちは全員殺す。」と通告する。黒蜥蜴とともにその放送を見たアケチは新宿タワーに向かうが、マスコミや警察にもナミコシの信奉者が紛れ込んでおり、アケチの行く手を阻んだ。そんなアケチを影男やハシバ、そして黒蜥蜴の奴隷たちまでもがサポートして、アケチとハシバは新宿タワーに辿り着く。しかし、ナミコシとコバヤシはアケチの説得に応じず、自分たちが自殺することによって二十面相を伝説にし、社会の変革を促そうとした。自殺するナミコシの手をアケチが握って自殺を食い止めたのと同時に、ハシバがコバヤシの体を抱き止める。コバヤシはハシバの友情に触れて人間らしい感情に目覚め、目に涙を浮かべるが、ナミコシは「自分が死ななければ法則の証明にならない。もっと君に認められなければ嫌われてしまう。」とアケチへの感謝を口にしながら自ら手を離し、落下していった。その後、ナミコシの遺体は発見されなかった。
ナミコシの死で二十面相は伝説となり、人々は自分なりの正義を掲げて二十面相に扮し、悪を断罪していった。一方、生きることに意味を見出せなかったコバヤシは生きることに楽しみを見出し始めていた。そして、ナミコシの記憶に苛まれていたアケチもようやく眠ることが出来るようになっていた。
そんな時、アケチ事務所の電話が鳴る。アケチやコバヤシの新たな捜査が始まろうとしていた。

## 登場人物
コバヤシが人物の言動に興味を持ち、初めて個人として認識する事を示すため、コバヤシが個人として認識していない人物は影として描かれている。アケチの視点で描写する場合はアケチが興味を持っていない人間はデッサン人形のように描かれている（第7・8話）。ナミコシの視点で描写する場合はナミコシが興味を持っていない人間の顔がドクロとして描かれている（第10話）。

### 主人公
アケチ コゴロウ
声  - 櫻井孝宏
本作の主人公である少年。宮内庁公認・特定未成年に指定されている男子高校生。17歳。
高校の入学試験でオール100点を達成するほどの天才的な頭脳を持ち、事件解決に協力する事を条件に政府から不登校許可を受けている。そのため高校へは入学式以来一度も通っていない。
通信空手を嗜んでおり、複数人からの攻撃や巨漢の男を制する程の戦闘力を持つが、技術に対して体力が伴っていないため脱臼することがある。缶コーヒーが好物で、猫が苦手。
主人公ではあるが本格的に主人公らしく描かれるようになるのは怪人二十面相編からである。
誕生日：1月21日 水瓶座 身長180センチメートル、体重：64キログラム。
コバヤシ
声 - 高橋李依
本作のもう一人の主人公である少年。男子中学生。13歳。
他人に無関心でマイペース故に周囲から浮いているが、人間椅子事件でアケチと出会った事を機に、アケチの助手に志願する。
中性的な見た目で、小学生の頃から女の子に間違われる事がある。
誕生日：9月12日 乙女座 身長154センチメートル、体重：45キログラム。

### 人間椅子編から登場する人物
ハシバ
声 - 山下大輝
コバヤシの友人で同級生の男子中学生。14歳。
生徒会長とクラス委員を務めている。財閥の御曹司でもある。コバヤシの動向が気になり、いつも同行しては振り回される。同性のコバヤシに秘めた想いを感じている。
誕生日：4月2日 牡羊座
カガミ ケイスケ
声 - 小西克幸
新宿警視庁捜査一課管理官の男性。階級は警視。26歳。
犯罪に対する正義感は強い。ナカムラのことを警察官として尊敬している。
デザイナーを目指していた妹・時子（トキコ/声 - 豊口めぐみ）と二人暮らしをしていたが、ある事件で自分が逮捕した犯人のスナガに惨殺され、その事件を境に自分が犯罪の抑止力となるべく逮捕されるまで二十面相としても活動していた。
誕生日：8月20日 獅子座
中村（ナカムラ）
声 - チョー
新宿警視庁捜査一課係長の男性。38歳。マイペースなベテラン刑事。
元々は上司だったが、現在は昇進したカガミの良きサポート役。組織内での上下関係を重んじている。
ミナミ
声 - 藤田咲
検視官。死体君と共に、「3分間ショッキング」と題して死亡解剖結果を軽快に解説する。
ムナカタによる医療事故で弟を自殺に追い込まれており、二十面相の後継者を名乗ってムナカタ殺害を計画・実行し、さらにナミコシの復活を演出した。ナミコシの復活後に逮捕されるが、留置場内でナミコシの信奉者から差し入れられた毒を飲んで自殺した。
3年前には既にナミコシの仲間となっており、ナミコシの偽装自殺に加担していた。
死体君
声 - 山口勝平
死体役の人形。ミナミのパートナーとして利用されている。
ハナビシ
声 - 中原麻衣
殺害されたコバヤシのクラス担任の先生に代わり赴任した女性教師。32歳。
ピンク色の派手な衣装とネコミミを付けている。腕にリストカットのような傷跡がある。
登場するごとに怪我が増えており、第7話では右目に眼帯をし、第11話では腕や頭に包帯を巻いていた。

### 人間椅子編
担任教師
声 - 加藤将之
首なし死体となって発見されたコバヤシのクラス担任。
大量殺人犯である一面を持ち、生前は恋仲となった人間を殺害し、その死体を椅子に加工していた。
ホシノ
声 - 矢作紗友里
コバヤシのクラスメイトの女子中学生。14歳。
元担任に告白されたことにより恋仲となるが、元担任がコバヤシに気が移ったことにより別れを告げられたため嫉妬心に駆られ、独占したいという想いで元担任を殺害し、その犯行を恋敵であったコバヤシになすり付けようとしたが、事件発生直後に「あんな形で」と発言したことをコバヤシに怪しまれ、更にコバヤシが仕組んだ策に嵌ったことから自身が犯人であることを見破られた。

### 影男編
影男（かげおとこ）
声 - 子安武人
変装の達人。稀代の怪盗。
常に紙袋を被っている。あらゆる人物に変装することができるが、少女だけには変装できない。自分の正体を明かすときは必ず紙袋を被る。
少女愛好家で、少女を神に等しい存在と位置付け、すべての少女に幸せになる権利があると考えているため、誘拐や殺人など少女を傷つけるような行為はしない。
大曽根 さち子（オオソネ サチコ）
声 - 大橋歩夕
かつて大病を患った時に、影男の尽力で手術・完治することができた少女。その後、行き倒れていた影男を助け、御礼を述べた。
影男に扮したワタヌキに誘拐され、ワタヌキの娘になることを拒んだため殺害された。アニメでは両親（声 - 松本忍（父）、仲村かおり（母） ）も登場している。
ワタヌキ
声 - 陶山章央
連続少女監禁誘拐魔。28歳。
誘拐した少女たちに、家族愛を強要し、それを拒否した少女は殺害してセメントに混ぜ込み、生前の姿を象った壁に加工していた。コバヤシには「家族愛を求めている歪な人」と評された。
今回の事件を起こす以前にも逮捕されたことがあるが、精神鑑定の結果により無罪となり釈放されていた。
連続少女誘拐事件の犯人として現行犯逮捕されるが、現・二十面相をおびき出すため、黒蜥蜴の力で嫌疑不十分で釈放される。現・二十面相に殺されそうになり逃亡したが、さち子の父に刺殺された。

### 怪人二十面相・芋虫編
黒蜥蜴（くろとかげ）
声 - 日笠陽子
独房『新宿プリズン』に収監されている美貌の女盗賊。新宿のフィクサー。
サディストで日頃は同じ独房に収監されている奴隷たちをいびっているが、アケチに対してはマゾヒズムな面を見せ、嫌悪感を示されて興奮・絶頂し失禁するなどの奇行から煙たがられている。政財界に影響力を持ち、ハシバの祖父とも交流があった。
二十面相
3年前に話題になった悪人を次々殺していった怪人。以降模倣犯については報道規制されている。
現・二十面相
わずか一週間で15人もの連続予告殺人を行っている二十面相を名乗るドクロのマスクを被った人物。
殺人前後に必ず動画をアップロードしている。その殺害方法はその者が行った殺人と同様の方法で殺している。
正体はカガミ。
スナガ
声 - 伊丸岡篤
傷害致死容疑としてカガミに逮捕された男性。
過去に精神科に入院していたため心神喪失として不起訴、措置入院となっていたが、監視員を殺害し脱走する。自分を逮捕したカガミへの怨みからトキコを両腕両足を切断して殺害したが、その後二十面相となったカガミにトキコに行った同様の方法で瀕死の目にあい、カガミのバスタブに放置される。

### パノラマ島綺譚編
コモダ ゲンザブロウ
声 - 一条和矢
パノラマ島所有者でパノラマ島事業運営者であるコモダコーポレーション会長。68歳。
密室内でマネキン倒壊による圧死・窒息死したところを発見される。
従業員を奴隷のように酷使し、それを政権与党への献金などでごまかしていた。黒蜥蜴は「二十面相が狙いそうなクズ中のクズ」と評している。
ヒトミ ヒロスケ
声 - 大竹宏
共同企画者としてコモダ会長と共にパノラマ島事業を行っていた、パイパーアートプロデューサー兼芸術家兼起業家。65歳。
ヒガシコウジ チヨコ
声 - M・A・O
コモダ建設の事務員。
過酷な労働で死に追いやられた友人の家族への謝罪と賠償をコモダとヒトミに直談判するが、2人に目をつけられ、「死亡した友人家族への謝罪と賠償」「従業員の待遇改善」と引き換えにパノラマ島に展示する女体マネキンのモデルとなることを強要される。しかし、待遇改善の約束は果たされず、さらに自分の裸体が展示される嫌悪からコモダとヒトミを殺害した。
ナミコシ
声 - 福山潤
アケチの中学時代の同級生。初代二十面相。
家では親に、学校ではクラスメイトから日常的に暴力を受ける。
アケチと同等の知能を持ち、そこに興味を持ったアケチから話しかけられる。クラスメイトによるいじめから助けたり、図書館という居場所をアケチから貰うが、そこまで優しくしてくれるのは自分の知能と数式のおかげだと思い込み、唯一の絆である数式に固執し始める。
社会を変革する法則「暗黒星」の作成に乗り出すが、アケチから致命的な欠陥を指摘され決別する。暗黒星を使って立て続けに事件を起こした後、焼身自殺を偽装し、さらに自らのデータをわざと流すことによって、初代二十面相を伝説の存在とし、模倣犯が次々と現れるように仕向けた。ミナミの協力で復活を演出してマスコミの注目を集め、マスコミや警察の中に存在する信奉者を使い社会の変革を企て、再び自殺することで二十面相を完全に伝説の存在とし、暗黒星を完成させようとしたが、アケチに救出される。しかし、アケチが握った手を自ら離し、落下した。死亡したものと見なされているが、遺体は発見されていない。

### 恐ろしき錯誤編
ムナカタ リュウイチロウ
声 - 宝亀克寿
医者。61歳。一般社団法人関東専門病院理事長、歌舞伎町大学病院医学部名誉教授、歌舞伎町大学病院委員長を務める。医学界での重鎮であり、その功績から国民栄誉賞の授与が決定していた。
二十面相となったミナミによって殺されそうになるも、アケチに阻まれる。しかし、落下したシャンデリアの下敷きとなって死亡した。
ミナミの弟
声 - 山口勝平
検視官・ミナミの弟。
ムナカタによる非管理の脳硬膜手術による感染で不治の病となり、自殺する。

## スタッフ
- 原案 - 江戸川乱歩[7]
- 監督 - 岸誠二[7]
- シリーズ構成・脚本 - 上江洲誠[7]
- キャラクターデザイン - 森田和明[7]
- 総作画監督 - 山形孝二[7]、鎌田祐輔[7]
- プロップ作画監督 - 廣瀬智仁
- プロップデザイン - 廣瀬智仁[7]、別役裕之[7]
- 美術監督 - 宮越歩[7]
- 美術設定 - 曽野由大[7]
- 色彩設計 - 加口大朗[7]
- 撮影監督 - 三品雄介[7]
- CG監督 - 内山正文[7]
- 編集 - 坂本雅紀[7]
- 音響監督 - 飯田里樹[7]
- 音楽 - 横山克[7]
- 音楽プロデューサー - 佐野弘明
- 音楽制作 - フジパシフィックミュージック
- 設定制作 - 渡辺健一
- 制作デスク - 福井洋平
- チーフプロデューサー - 松崎容子、横山朱子
- プロデューサー - 森彬俊、松本美穂
- アニメーションプロデューサー - 比嘉勇二[7]、鹿嶌舜[7]
- アニメーション制作 - Lerche[7]
- 制作 - 乱歩奇譚倶楽部（フジテレビジョン、アニプレックス、関西テレビ放送、京楽産業ホールディングス、光文社、電通）

## 主題歌
オープニング・テーマ「スピードと摩擦」
作詞・作曲 - 秋田ひろむ / 歌 - amazarashi
エンディング・テーマ「ミカヅキ」
作詞・作曲・歌 - さユり / 編曲 - 江口亮

## 各話リスト
| 話数 | サブタイトル            | 脚本       | 絵コンテ   | 演出             | 作画監督                                                                         | 総作画監督 | 出典                                                                           |
| ---- | ----------------------- | ---------- | ---------- | ---------------- | -------------------------------------------------------------------------------- | ---------- | ------------------------------------------------------------------------------ |
| #1   | 人間椅子（前編）        | 上江洲誠   | 平井義通   | いとがしんたろー | 山形孝二、幸野浩二                                                               | 山形孝二   | 『人間椅子』 江戸川乱歩全集第1巻 「屋根裏の散歩者」（光文社文庫）所収          |
| #2   | 人間椅子（後編）        | 上江洲誠   | 山本天志   | 木野目優         | 鎌田祐輔、樋口博美                                                               | 鎌田祐輔   | 『人間椅子』 江戸川乱歩全集第1巻 「屋根裏の散歩者」（光文社文庫）所収          |
| #3   | 影男                    | 朱白あおい | 島津裕行   | 佐藤和磨         | 門智昭、堀江由美                                                                 | 山形孝二   | 『影男』 江戸川乱歩全集第18巻 「月と手袋」（光文社文庫）所収                   |
| #4   | 怪人二十面相            | 朱白あおい | 鈴木行     | 橋口洋介         | 管振宇、李少雷                                                                   | 鎌田祐輔   | 『怪人二十面相』 江戸川乱歩全集第10巻 「大暗室」（光文社文庫）所収             |
| #5   | 芋虫                    | 朱白あおい | 平井義通   | 牛草健           | 樋口博美、幸野浩二                                                               | 山形孝二   | 『芋虫』 江戸川乱歩全集第3巻 「陰獣」（光文社文庫）所収                        |
| #6   | 地獄風景                | 上江洲誠   | 木村真一郎 | いとがしんたろー | 鎌田祐輔、門智昭 小沼克介、樋上彩                                                | 鎌田祐輔   | 『地獄風景』 江戸川乱歩全集第8巻 「目羅博士の不思議な犯罪」 （光文社文庫）所収 |
| #7   | パノラマ島綺譚 （前編） | 桜井光     | 島津裕行   | 木野目優         | 小沼克介、丸山修二 金子美咲、張鵬 山形孝二、島田英明 藤田亜耶乃、樋上彩 堀江由美 | 山形孝二   | 『パノラマ島綺譚』 江戸川乱歩全集第2巻 「パノラマ島綺譚」（光文社文庫）所収    |
| #8   | パノラマ島綺譚 （後編） | 桜井光     | 平井義通   | 橋口洋介         | 管振宇、李少雷                                                                   | 鎌田祐輔   | 『パノラマ島綺譚』 江戸川乱歩全集第2巻 「パノラマ島綺譚」（光文社文庫）所収    |
| #9   | 恐ろしき錯誤            | 朱白あおい | 鈴木行     | 佐藤和磨         | 幸野浩二、樋口博美                                                               | 山形孝二   | 『恐ろしき錯誤』 江戸川乱歩全集第1巻 「屋根裏の散歩者」（光文社文庫）所収      |
| #10  | 変身願望                | 桜井光     | 山本天志   | 牛草健           | 鎌田祐輔、門智昭 樋上彩                                                          | 鎌田祐輔   | 『変身願望』 江戸川乱歩全集第27巻 「続・幻影城」（光文社文庫）所収             |
| #11  | 白昼夢                  | 上江洲誠   | 福岡大生   | 福岡大生         | アミサキリョウコ、幸野浩二 樋口博美、樋上彩 藤田亜耶乃、張鵬                     | 山形孝二   | 『白昼夢』 江戸川乱歩全集第1巻 「屋根裏の散歩者」（光文社文庫）所収            |

## 放送局
| 放送期間                | 放送時間                     | 放送局             | 対象地域   | 備考           |
| ----------------------- | ---------------------------- | ------------------ | ---------- | -------------- |
| 2015年7月3日 - 9月18日  | 金曜 0:55 - 1:25（木曜深夜） | フジテレビ         | 関東広域圏 | 製作委員会参加 |
|                         |                              | 岩手めんこいテレビ | 岩手県     |                |
|                         |                              | さくらんぼテレビ   | 山形県     |                |
|                         | 金曜 1:00 - 1:30（木曜深夜） | テレビ愛媛         | 愛媛県     |                |
|                         | 金曜 1:20 - 1:50（木曜深夜） | 秋田テレビ         | 秋田県     |                |
|                         | 金曜 1:35 - 2:05（木曜深夜） | テレビ静岡         | 静岡県     |                |
|                         | 金曜 1:45 - 2:15（木曜深夜） | 新潟総合テレビ     | 新潟県     |                |
|                         | 金曜 1:50 - 2:20（木曜深夜） | テレビくまもと     | 熊本県     |                |
|                         | 金曜 1:55 - 2:25（木曜深夜） | 福島テレビ         | 福島県     |                |
|                         |                              | 関西テレビ         | 近畿広域圏 | 製作委員会参加 |
|                         | 金曜 2:00 - 2:30（木曜深夜） | テレビ新広島       | 広島県     |                |
|                         | 金曜 2:05 - 2:35（木曜深夜） | 仙台放送           | 宮城県     |                |
|                         |                              | 鹿児島テレビ       | 鹿児島県   |                |
|                         | 金曜 2:10 - 2:40（木曜深夜） | 東海テレビ         | 中京広域圏 |                |
|                         |                              | テレビ西日本       | 福岡県     |                |
| 2015年7月4日 - 9月19日  | 土曜 0:40 - 1:10（金曜深夜） | サガテレビ         | 佐賀県     |                |
| 2015年7月13日 - 10月5日 | 月曜 2:20 - 2:50（日曜深夜） | 北海道文化放送     | 北海道     |                |
| 2015年7月15日 - 9月30日 | 水曜 1:55 - 2:25（火曜深夜） | 長野放送           | 長野県     |                |

| 放送期間               | 放送時間        | 配信元             | 備考 |
| ---------------------- | --------------- | ------------------ | ---- |
| 2015年7月3日 - 9月18日 | 金曜 12:00 更新 | バンダイチャンネル | 有料 |
|                        |                 | GYAO!              | 有料 |

## BD / DVD
| 巻 | 発売日         | 収録話         | 規格品番   | 規格品番   |
| 巻 | 発売日         | 収録話         | BD限定版   | DVD限定版  |
| -- | -------------- | -------------- | ---------- | ---------- |
| 1  | 2015年9月30日  | 第1話 - 第2話  | ANZX-11191 | ANZB-11191 |
| 2  | 2015年10月28日 | 第3話 - 第4話  | ANZX-11193 | ANZB-11193 |
| 3  | 2015年11月25日 | 第5話 - 第6話  | ANZX-11195 | ANZB-11195 |
| 4  | 2015年12月23日 | 第7話 - 第8話  | ANZX-11197 | ANZB-11197 |
| 5  | 2016年1月27日  | 第9話 - 第11話 | ANZX-11199 | ANZB-11199 |

## ノベライズ
2015年8月22日発売の小説宝石（光文社）9月号に黒史郎によるノベライズが掲載された。同年10月よりノベライズが光文社文庫より刊行が開始された。
- 黒史郎・著　江戸川乱歩・原案　乱歩奇譚倶楽部・原作　上江洲誠・監修、光文社、全2巻
  1. 『人間椅子 乱歩奇譚』2015年10月8日発売　ISBN 9784334769895
  2. 『怪人二十面相 乱歩奇譚』2016年1月8日発売　ISBN 9784334772017

## コミカライズ
公式サイトにてコミカライズの連載が開始された。
- 黒山メッキ・著　江戸川乱歩・原案　乱歩奇譚倶楽部・原作　上江洲誠・監修、光文社、全2巻
  1. 『乱歩奇譚 Game of Laplace 夢』2016年1月19日発売　ISBN 9784334902070
  2. 『乱歩奇譚 Game of Laplace 幻』2016年5月18日発売　ISBN 9784334902100

## 体感型謎解きゲーム
脱出ゲームのPKシアターとコラボレーションし、2015年7月4日から9月12日までの毎週土曜日に体感型謎解きゲームが開催されていた。明智の仕掛けた宮内庁認定探偵試験を小林や羽柴と共に解く内容で、制限時間は通常の体感型ゲームより短い30分となっている。

## 舞台

### 舞台『乱歩奇譚 Game of Laplace』
2017年4月12日-16日、新宿シアターサンモールにて全9公演上演。脚本監修にアニメ版シリーズ構成の上江洲誠、アニメ版コバヤシを演じた高橋李依が舞台版でもキャスティングされた。アニメ「人間椅子」のストーリーを主軸に舞台オリジナルキャラクター・ミカサを新たに加えたストーリー。
キャスト
- アケチ：北園涼
- コバヤシ：高橋李依
- ハシバ：八島諒
- ナカムラ：福地教光
- 影男：髙木俊
- ホシノ：須藤茉麻
- オクムラ：足立英昭
- ハナビシ：石井陽菜
- ミナミ：荒木未歩
- ウツミ：宮島小百合
- トキコ：妃野由樹子
- ノロ：三浦菜々子（Stereo Tokyo）
- 普光院貴之
- 春山大輔
- 宮岡あづさ
- 戸田早奈美
- 桐山菜穂
- 山口征秀
- 宝田直人
- ミカサ：矢尾一樹（特別出演）
- カガミ：富田翔

スタッフ
- 原案： 乱歩奇譚倶楽部
- 脚本・演出：鈴木智晴(劇団東京都鈴木区)
- 脚本監修：上江洲誠
- プロデューサー：ウネバサミ一輝（合同会社シザーブリッツ）
- 企画・製作：合同会社シザーブリッツ

江戸川乱歩ゆかりの地である豊島区に所在する豊島区立中央図書館にて、舞台ゲネプロ写真パネルを展示。(｢現代に生きる江戸川乱歩～舞台『乱歩奇譚 Game of Laplace』～｣、2017年7月29日-8月31日)
2017年9月11日シネマサンシャイン池袋にてDVD発売イベント開催。

### 舞台『乱歩奇譚 Game of Laplacem〜パノラマ島の怪人〜』
舞台化第二弾、『乱歩奇譚 Game of Laplace〜パノラマ島の怪人〜』2018年4月13日-20日、新宿シアターサンモールにて全15公演が上演された。脚本・演出は前作に引き続き鈴木智晴。前作千穐楽にて続編の製作が発表され、翌春の公演となった舞台化二作目。アニメ「芋虫」と「パノラマ島奇譚」を融合させ、次作への含みを持たせるラストシーンを見せた。
キャスト
- アケチ：北園涼
- コバヤシ：高橋李依
- ハシバ：熊谷魁人
- ナカムラ：福地教光
- 影男：髙木俊
- スナガ：塩崎こうせい
- チヨコ：高橋明日香
- ミナミ：小日向茜
- トキコ：荻野可鈴(夢みるアドレセンス)
- 春山大輔
- 桐山菜穂
- 伊藤新
- 南衣舞
- 高草木淳一
- 芹沢ユウ
- 門田紗苗
- 綾野アリス
- 加々見千懐
- 本田一誓
- ハシバソウイチ：谷佳樹
- コモダ：鷲尾昇（*pnish*）（特別出演）
- カガミ：富田翔
- 黒蜥蜴：日笠陽子（声の出演）

スタッフ
- 原案： 乱歩奇譚倶楽部
- 脚本・演出：鈴木智晴(劇団東京都鈴木区)
- 脚本監修：上江洲誠
- プロデューサー：ウネバサミ一輝（合同会社シザーブリッツ）
- 企画・製作：合同会社シザーブリッツ

### 舞台『乱歩奇譚 Game of Laplace～怪人二十面相～』
舞台化第三弾・完結編。『乱歩奇譚 Game of Laplace～怪人二十面相～』2019年8月5日-12日、品川プリンスホテル クラブeXにて全13公演が上演された。脚本・演出は前作に引き続き鈴木智晴。
キャスト
- アケチ：北園涼
- コバヤシ：高橋李依
- ハシバ：山中健太
- ナミコシ：山﨑晶吾
- ナカムラ：福地教光
- 影男：髙木俊
- ミナミ：堀越せな
- コモダ：竹石悟朗
- タマムラ：立道梨緒奈
- ハナサキ：松田岳
- ヤマネ：森山英治(*pnish*)
- カガミ：富田翔

スタッフ
- 原案： 乱歩奇譚倶楽部
- 脚本・演出：鈴木智晴(劇団東京都鈴木区)
- 脚本監修：上江洲誠
- プロデューサー：ウネバサミ一輝（合同会社シザーブリッツ）
- 企画・製作：合同会社シザーブリッツ